# یاسوجیرو اوزو
یاسوجیرو اوزو (به ژاپنی: 小津安二郎 Ozu Yasujiro) (۱۲ دسامبر ۱۹۰۳ – ۱۲ دسامبر ۱۹۶۳) کارگردان و فیلم‌نامه‌نویس ژاپنی بود. او دوره حرفه‌ای خود را در عصر سینمای صامت آغاز کرد. ازو ۵۳ فیلم ساخت: ۲۶ تا از این فیلم‌ها را در ۵ سال اول کارش به عنوان کارگردان ساخت، و همه به غیر از ۳ تا از آن‌ها را برای استودیو شوچیتو کار کرد. ازو قبل از دهه ۳۰ ابتدا فیلم‌های کوتاه کمدی ساخت. او در ساخت فیلمهایش روشی متمایز با ساختار هالیوودی را پیش گرفته بود. مانند عدم پیروی از خط فرضی ۱۸۰ درجه، یا کنش فرضی در تدوین، یا استفاده از ساختار روایی خاصی که متمایز با هالیوود بود.

## زندگی
ازو در ناحیه فوکاگاوا توکیو زاده شد. در سن ۱۰ سالگی مادرش او و خواهر و برادرهایش را به خانه پدرشان در ماتسوزاکا فرستاد که بیشتر نوجوانی‌اش آن‌جا گذشت. او در یک مدرسه شبانه‌روزی درس می‌خواند اما بیشتر وقتش در سینما می‌گذشت. پیش از بازگشتش به توکیو در سال ۱۹۲۳ او مدت کوتاهی آموزگار بود. در توکیو به شرکت فیلم‌سازی شوچیکو پیوست. ازو در سال ۱۹۶۳ در روز تولدش (۱۲ دسامبر) در سن ۶۰ سالگی بر اثر سرطان درگذشت. بر روی سنگ قبرش تنها کلمه «مو» ژاپنی به معنی پوچی نوشته شده‌است.
ازو را تا زنده بود فقط در ژاپن می‌شناختند و پس از مرگش بود که سینمای ساده و شاعرانه او در جهان مشهور شد.

## فیلم‌شناسی
| نام فیلم                      | سال  | جوایز                                            |
| ----------------------------- | ---- | ------------------------------------------------ |
| بعدازظهر پاییزی               | ۱۹۶۲ | آخرین فیلم اوزو                                  |
| اواخر تابستان                 | ۱۹۶۱ | آخرین همکاری اوزو با ستسکو هارا                  |
| اواخر پاییز                   | ۱۹۶۰ |                                                  |
| علف‌های شناور                  | ۱۹۵۹ | بازسازی داستان علف‌های شناور                      |
| صبح بخیر                      | ۱۹۵۹ | بازسازی متولد شدم، اما…                          |
| گل بهاری                      | ۱۹۵۸ | اولین فیلم رنگی اوزو                             |
| گرگ‌ومیش توکیو                 | ۱۹۵۷ |                                                  |
| اوایل بهار                    | ۱۹۵۶ |                                                  |
| داستان توکیو                  | ۱۹۵۳ | جایزه بهترین فیلم از انستیتوی فیلم بریتانیا ۱۹۵۸ |
| طعم چای سبز روی برنج          | ۱۹۵۳ | برگرفته از فیلم‌نامه سانسورشده در سال ۱۹۳۹        |
| اوایل تابستان                 | ۱۹۵۱ |                                                  |
| خواهران مونکاتا               | ۱۹۵۰ |                                                  |
| اواخر بهار                    | ۱۹۴۹ | اولین همکاری اوزو با ستسوکو هارا                 |
| مرغی در باد                   | ۱۹۴۸ |                                                  |
| خاطرات یک جنتلمن مستأجر       | ۱۹۴۷ |                                                  |
| پدری بود                      | ۱۹۴۲ |                                                  |
| خواهر و برادرهای خانواده تودا | ۱۹۴۱ |                                                  |
| بانو چه چیز را فراموش کرد؟    | ۱۹۳۷ |                                                  |
| تک‌پسر                         | ۱۹۳۶ |                                                  |
| مسافرخانه‌ای در توکیو          | ۱۹۳۵ |                                                  |
| داستان علفهای شناور           | ۱۹۳۴ | صامت                                             |
| قرار است عاشق مادرم باشم      | ۱۹۳۴ |                                                  |
| دختر تله‌انداز                 | ۱۹۳۳ |                                                  |
| هوس زودگذر                    | ۱۹۳۳ | صامت                                             |
| زن اهل توکیو                  | ۱۹۳۳ |                                                  |
| متولد شدم، اما…               | ۱۹۳۲ | صامت                                             |
| گروه کر توکیو                 | ۱۹۳۱ | صامت                                             |
| خواهران مونکاتا               | ۱۹۳۰ |                                                  |
| قبول نشدم، اما…               | ۱۹۳۰ | صامت                                             |
| قبول شدم، اما…                | ۱۹۲۹ | ۱۰ دقیقه از فیلم موجود است / صامت                |
| روزهای جوانی                  | ۱۹۲۹ | اولین فیلم باقی مانده اوزو / صامت                |
| شمشیر ندامت                   | ۱۹۲۷ | نخستین فیلم اوزو / صامت / گمشده                  |